# Christian Olivier (artiste)
Pour les articles homonymes, voir Olivier (homonymie) et Christian Olivier.
 (avril 2020).
Christian Olivier est un chanteur, guitariste, accordéoniste, parolier, compositeur et graphiste français né le 24 avril 1964. Il est membre fondateur de Têtes Raides et du collectif d'artistes Chats Pelés .

## Biographie
Christian Olivier naît en 1964 au Mali, où ses parents travaillent. La famille s'installe en France, dans l'Essonne, quand il a huit ans,. Il effectue une partie de ses études à l'École Estienne. En 1984, il monte le groupe Red Ted avec son frère Pascal Olivier, dit « Cali », et Grégoire Simon, dit « Iso ». Le groupe devient Têtes Raides en 1987.
Avec Les Chats Pelés, collectif d'artistes dont faisait partie Benoît Morel chanteur de La Tordue, il réalise  la charte graphique des pochettes, affiches et programmes des Têtes Raides et de La Tordue. Leurs créations sont aussi des éléments du décor dans les spectacles des Têtes Raides (notamment aux Bouffes du Nord en 2002 et 2003).
Christian Olivier a aussi composé et chanté quelques duos notamment avec Olivia Ruiz Non-dits et Plus haut.
En 2009 sur On n'est pas là pour se faire engueuler !, album hommage à Boris Vian, il reprend Les Joyeux bouchers.
En 2015, avec Arte, il reprend 8 chansons dont l'ensemble est intitulé Rechutes.
En 2016, sort son premier album solo, On/Off.
En 2017, il met en musique avec Yolande Moreau, des poèmes de Jacques Prévert, poèmes qu'il présentera dans un spectacle en 2019.

## Discographie

### Musique de film
2018 : On a 20 ans pour changer le monde

### Participations
- 2009 : On n'est pas là pour se faire engueuler ! - Reprise de Les joyeux bouchers sur l'album hommage à Boris Vian
- 2017 : Au café du canal - Reprise de La vivouza avec Benoit Morel sur l'album hommage à Pierre Perret